# Средняя Ларба
Средняя Ла́рба — река в Амурской области России, правый приток реки Нюкжи в среднем течении. Начало берёт на южных склонах Станового хребта, протекает по территории Тындинского района.

## Этимология
Название Ларба, с эвенкийского языка: лирби — густо, много; др. вариант: ларба — рогатулина.

## Гидрология
По данным геоинформационной системы водохозяйственного районирования территории РФ, подготовленной Федеральным агентством водных ресурсов, относится к Ленскому бассейновому округу.
Длина реки составляет 150 км. Площадь водосборного бассейна насчитывает 2890 км². Река замерзает в октябре и остаётся под ледяным покровом до мая. Питание снеговое и дождевое, так же как и почти всех притоков, вечная мерзлота в пределах водосбора мешает питанию рек грунтовыми водами, так как грунтовые воды находятся в виде льда.
В верхнем течении — река горная, высота истока составляет около 1380 м. Здесь река замерзает обычно за короткий срок и промерзает до самого дна. В районе истока реки, местах выхода родниковых вод и на участках с быстрым течением образуются наледи.
В среднем и нижнем течении протекает в широкой долине с очень заболоченной поймой, с множеством озёр и марьевых болот. Долина реки имеет корытообразную форму с плоским днищем с низкой поймой. Пойменные террасы имеют 2—3 уровня. Склоны долины крутые, местами интенсивно расчленённые, эрозионные. Русло извилистое, ширина реки в среднем и нижнем течении колеблется от 20 до 60 м, глубина на плёсах достигает 1—3 м. Течение умеренное, скорость течения — 1,5—1,8 м/с, дно каменистое. В месте впадения в р. Нюкжу уровень воды менее 522 м.

## Основные притоки
(расстояние от устья)
- 6 км: река без названия
- 12 км: река Туркинский
- 16 км: река Кавакта
- 22 км: река Сосновый
- 23 км: река Иличикан
- 26 км: река Иличи[9]
- 32 км: река Канавичи
- 34 км: река Амуткачи
- 37 км: река Иркичи
- 51 км: река Дулишма (Дуликли), левый приток[10]
- 73 км: река без названия
- 97 км: река Дёс
- 97 км: река Нижний Сирик
- 106 км: река Верхний Сирик
- 116 км: река Громкачи
- 121 км: река Ерничный
- 122 км: река Болгигли
- 126 км: река Коновичи
- 128 км: река Апсакан
- 133 км: река Хорогочикан
- река Чубачи, правый приток[11]

## Населённые пункты, инфраструктура
Долина не заселена, берега реки заняты глухой тайгой, иногда встречаются брошенные временные вахтовые посёлки золотодобытчиков (ближе к устью — строителей БАМа). Берега реки заселены ближе к устью, здесь расположен посёлок Ларба.
У посёлка расположена одноимённая железнодорожная станция. Рядом имеются единственные железнодорожный (2220-й км железной дороги) и железобетонный автомобильный мосты через реку.